# Nigelle
Nigelle (Nigella) is een plantengeslacht uit de ranonkelfamilie (Ranunculaceae).

## Soorten
- Juffertje-in-het-groen (Nigella damascena) wordt in tuinen als sierplant aangeplant. De plant komt in Nederland van nature niet voor, maar is lokaal verwilderd. De bloemen zijn helderblauw. De zaaddozen hebben een gecompliceerde vorm, die door velen aantrekkelijk gevonden wordt in droogboeketten. Er bestaan verschillende cultivars:
  - Nigella damascena 'Dwarf Moody Blue' is 15–20 cm groot en heeft blauwe bloemen.
  - Nigella damascena 'Miss Jekyll' is 45 cm groot en heeft halfdubbele, helderblauwe bloemen.
  - Nigella orientalis 'Transformer'
- Wilde nigelle (Nigella arvensis), een bedreigde wilde plant in Zwitserland met vijf felblauwe, groen geaderde bloemblaadjes. De vruchtdozen zijn tot het midden met elkaar vergroeid en cilindervormig.
- Zwarte komijn, of muskaatbloem (Nigella sativa) een plant die ook lijkt op Juffertje-in-het-groen met witte bloemen, met ook ongeveer dezelfde zaaddozen. De plant is eenjarig en wordt tussen 30 en 45 cm hoog. De zaden zijn oliehoudend en worden wel over het brood gestrooid net als maanzaad. Het zaad wordt ook veel gebruikt in de Indiase keukens (de Hindoestaanse benaming is Kalonji). Het zaad wordt verwarrend ook wel als zwart uienzaad verkocht.